# Cwmamman
Cwmamman är en community i Storbritannien.   Den ligger i kommunen Carmarthenshire och riksdelen Wales, i den södra delen av landet, 260 km väster om huvudstaden London.
Den består av byarna Glanamman och Garnant.